# 1335

## Události
- 16. února – politický sňatek Anny, dcery Jana Lucemburského, s rakouským vévodou Otou
- 2. dubna – Jan Jindřich Lucemburský se ujímá správy Korutan a Tyrol ve prospěch své ženy Markéty Pyskaté
- 2. května – císař Ludvík IV. Bavor uplatňuje dohodu s habsburskými vévody Albrechtem a Otou o rozdělení dědictví po Jindřichu Korutanském
- červen – Ota Habsburský obsazuje dle květnové dohody korutanský vévodský stolec, postavení Jana Jindřicha v Tyrolích zachránil jen odpor tamní šlechty proti rozdělení země
- 30. července – Bitva u Boroughmuiru: hrabě z Moray porazil ve Skotsku Guye II., markýze namurského
- 24. srpna – uzavřena Trenčínská smlouva, ve které se Jan Lucemburský a markrabě Karel za odstupné vzdali nároku na polskou korunu ve prospěch Kazimíra III., který na oplátku potvrdil právoplatnost lucemburské vlády v českým králem ovládaném Slezsku a v mazovském knížectví
- říjen – inkvizice začíná pracovat v Hradci a povolala před soud poddané z Velkého Bednárce a okolních osad
- 12. listopadu – na setkání českého, uherského a polského krále ve Visegrádu bylo dojednáno protihabsburské spojenectví a byla potvrzena trenčínská smlouva
- 19. listopadu – při visegrádských jednáních se Kazimír III. Veliký zřekl nároků na slezská knížectví a navíc zaplatil 20 tisíc kop grošů pražských českému králi Janovi Lucemburskému. Stejně tak se český panovník zřekl práv na titul polského krále
- 30. listopadu – Bitva u Culbleanu: David Bruce porazil ve Skotsku Eduarda Balliola
- Gruzíni pod vedením krále Jiřího V. nakonec porazili Mongoly v rozhodující bitvě. Tím navrátil Jiří V. Kristův hrob zpět z rukou muslimů
- Abu Sa'id umírá a Říše Ilchánovců se rozpadá
- Vojska velkoknížete moskevského Ivana Kality dobyla a spálila litevské pohraniční pevnůstky Osieczeń a Riasnę polbíž Rževa
- Papež Benedikt XII. započal s reformou řádu cisterciáků
- Exkomunikace Federica III. Sicilského a interdikt uvalený na Sicílii končí
- Započala výstavba papežského paláce v Avignonu
- Aabenraa získalo městská práva
- Ve Španělsku byla založena Škola Umění v Zaragoze (později, v 16. století, známá jako Zaragozská univerzita)
- Ve Švédsku zrušeno otroctví (kromě pozdější kolonie Svatý Bartoloměj)
- Papež Benedikt XII. jmenuje nové inkvizitory dominikána Havla z Kosořic a minoritu Vítkovce Petra z Načeradce
- Městu Třebíč bylo přiděleno právo opevnit se hradbami a řídit se městským právem
- Nejstarší zpráva o českém perníku (průkopníkem rod Grudzů)

## Narození
- 24. května – Markéta Lucemburská, uherská královna jako manželka Ludvíka I. Velikého († 7. září 1349)
- 11. října – Tchädžo , korejský král, zakladatel dynastie Čoson († 1408)
- ? – Kralevic Marko, srbský despota († 17. května 1395)
- ? – Johana Anglická, anglická princezna († 2. září 1348)
- ? – Sü Pen, čínský básník, esejista a malíř († 1380)

## Úmrtí
- 2. dubna – Jindřich Korutanský, tyrolský hrabě, korutanský vévoda a dočasně i český král (* 1265)
- 12. srpna – Princ Morinaga, syn japonského císaře Go-Daiga (* 1308)
- 18. října – Eliška Rejčka, česká a polská královna (* 1. září 1286)
- 24. listopadu – Jindřich VI. Dobrý, vratislavský kníže (* 18. března 1294)
- 1. prosince – Abu Sa'id, mongolský vládce (* 1316)

## Hlava státu
- České království – Jan Lucemburský
- Moravské markrabství – Karel IV.
- Svatá říše římská – Ludvík IV. Bavor
- Papež – Benedikt XII.
- Švédské království – Magnus II. Eriksson
- Norské království – Magnus VII. Eriksson
- Dánské království – bezvládí
- Anglické království – Eduard III.
- Francouzské království – Filip VI. Valois
- Aragonské království – Alfons IV. Dobrý
- Kastilské království – Alfons XI. Spravedlivý
- Portugalské království – Alfons IV. Statečný
- Polské království – Kazimír III. Veliký
- Uherské království – Karel I. Robert
- Byzantská říše – Andronikos III. Palaiologos